# Georg Steiger (General)
Georg Steiger (* 24. April 1928 in Lichtenstein; † 26. Februar 2015 in Leipzig) war ein deutscher Offizier. Er war Generalleutnant der Nationalen Volksarmee (NVA) der DDR und stellvertretender Chef des Technischen Komitees der Vereinten Streitkräfte des Warschauer Pakts.

## Leben
Der Sohn eines Arbeiters absolvierte nach dem Besuch der Volksschule von 1942 bis 1944 eine Lehre als Strickmaschineneinrichter. Er wurde 1944 als Luftwaffenhelfer zur Wehrmacht eingezogen, war bei Kriegsende 1945 Flak-Kanonier.
Von 1945 bis 1948 arbeitete er als Stricker in seiner Heimatstadt Lichtenstein. Er trat 1946 der KPD und der SED bei. Im September 1948 wurde er Angehöriger der Deutschen Volkspolizei (VP) und begann seinen Dienst als Wachtmeister im VP-Kreisamt Glauchau. Im selben Jahr kam er zur IV. VP-Bereitschaft Sachsen und 1951 zum Wach-Bataillon nach Berlin. Nach einer weiteren Verwendung im Kfz.-Transport-Bataillon in Berlin-Adlershof wurde er 1953 Offiziershörer an der Offiziersschule in Erfurt. Anschließend kam er zur KVP-Bereitschaft Potsdam. Von 1954 bis 1956 war er Stellvertreter des Kommandeurs für Rückwärtige Dienste in einem Transport-Regiment sowie im Stab der KVP.
Nach Gründung der Nationalen Volksarmee 1956 wurde er Offiziershörer an der Hochschule für Offiziere und besuchte von 1957 bis 1961 eine Militärakademie in der UdSSR. 1961/62 war er Oberoffizier für Organisation/Planung der 7. Panzerdivision und 1962/63 Stabschef der Rückwärtigen Dienste des Kommandos des Militärbezirks V. Dem Dienst als Stellvertreter des Chefs des Militärbezirks V und Chef der Rückwärtigen Dienste von 1963 bis 1965 folgte bis 1967 ein Studium an der Generalstabsakademie der UdSSR. Danach war er von 1967 bis 1972 Stellvertreter des Chefs des Militärbezirks III und Chef der Rückwärtigen Dienste. Am 2. November 1970 wurde er zum Generalmajor ernannt. Von 1972 bis 1981 war er Stellvertreter des Chefs und Stabschef der Rückwärtigen Dienste im Ministerium für Nationale Verteidigung (MfNV). Am 7. Oktober 1979 erfolgte seine Beförderung zum Generalleutnant. Vom 1. Januar 1982 bis 31. Juli 1987 war er stellvertretender Chef des Technischen Komitees der Vereinten Streitkräfte des Warschauer Vertrages (Nachfolger von Norbert Wolff). Von 1987 bis zu seiner Entlassung aus dem Militärdienst am 30. April 1988 war er General der Reserve im MfNV.
Er lebte zuletzt in Leipzig. Steiger starb im Alter von 86 Jahren und wurde auf dem Leipziger Friedhof Kleinzschocher beigesetzt.

## Auszeichnungen in der DDR
- 1988 Vaterländischer Verdienstorden in Silber
- Kampforden „Für Verdienste um Volk und Vaterland“ in Gold